# Justizvollzugsanstalt Gelsenkirchen
Die Justizvollzugsanstalt Gelsenkirchen ist eine Justizvollzugsanstalt im Landgerichtsbezirk Essen.

## Geschichte
In den 1980er Jahren ist durch das Justizministerium NRW die Entscheidung getroffen worden, zentral im Ruhrgebiet eine neue Justizvollzugsanstalt zu errichten. Die Standortüberlegungen für die neue Anstalt konzentrierten sich schnell auf das ehemalige Industriegebiet Feldmark in Gelsenkirchen.
Im Jahre 1991 gewann der Kölner Architekt Manfred Bohm den landesweit ausgeschriebenen Wettbewerb zur Errichtung der Anstalt. Bohm hatte als Entwurfsansatz der JVA das Bild einer sonnenzentrierten Stadt nach barockem Vorbild vor Augen. Die „Gefängnisstadt“ wurde daher um einen zentralen Platz angelegt, die Hafthäuser und der Verwaltungskomplex reihen sich ringförmig aneinander und schließen in ihrer Mitte die öffentlichen Versorgungseinrichtungen (zum Beispiel zwei nach Geschlechtern getrennte Freizeithäuser mit jeweils einer Kirche sowie einer Sporthalle, einer Wäscherei und einer Küche) ein.
Die Anstalt wurde in der Zeit von 1996 bis 1998 neu errichtet und ab August 1998 betrieben. Sie bietet 440 Plätze für männliche und 109 Plätze für weibliche Gefangene im geschlossenen Vollzug. Für 59 Gefangene bestehen auch Plätze im offenen Vollzug. Die Kirchenräume wurden vom Künstler Horst Gläsker gestaltet.

## Anstaltsleitung
Leiter waren in der Vergangenheit Barbara Salewski (1998–2002) und Volker Wingerter (2002–2009). Von 2009 bis 2011 oblag Julius Wandelt kommissarisch die Anstaltsleitung, von 2011 bis Ende 2015 war der Psychologe Carsten Heim Leiter der Anstalt. Seit dem 2. Mai 2016 leitet die Juristin Elisabeth Nubbemeyer die Anstalt, stellvertretender Leiter ist der Jurist Andreas Jellentrup.

## Zuständigkeit
Die JVA Gelsenkirchen ist zuständig für die Vollstreckung von:
Geschlossener Vollzug
- Untersuchungshaft, Auslieferungshaft, Durchlieferungshaft und Zivilhaft an Frauen
- Freiheitsstrafe an Frauen
- Zivilhaft und Strafarrest an Männern
- Freiheitsstrafe (Regelvollzug) von neun Monaten bis einschließlich zwei Jahre an Männern
- Freiheitsstrafe von mehr als zwei Jahren entsprechend dem Ergebnis des Einweisungsverfahrens an Männern
- Freiheitsstrafe von mehr als 24 Monaten bis einschl. 48 Monate an ausländischen Männern

Offener Vollzug
- Freiheitsstrafe bei Verurteilten, die sich auf freiem Fuß befinden, an Frauen
- Freiheitsstrafe nach Maßgabe besonderer Bestimmungen (Progression) an Frauen
- Ersatzfreiheitsstrafe an Frauen[3].

Die Zuständigkeiten der Justizvollzugsanstalten in Nordrhein-Westfalen sind im Vollstreckungsplan des Landes NRW geregelt (AV d. JM v. 16. September 2003 – 4431 – IV B. 28 -).

## Ausbildung und Weiterbildung
In der JVA Gelsenkirchen wird auch Berufsausbildung für Gefangene angeboten. Es stehen 31 Ausbildungsplätze zur Verfügung. Träger der Ausbildungsmaßnahmen ist die TÜV NORD Bildung GmbH & Co KG. Angeboten werden:
- Modulare Qualifizierung in den Bereichen Praxisorientierte Bürokommunikation (12 Plätze)
- Grundqualifikation im Bereich Gartenbau/Floristik (10 Plätze)
- Grundqualifikation im Bereich Holz, Farbe und Gestalten (9 Plätze)[6]

Um den Gefangenen nach der Haft einen möglichst nahtlosen Übergang in die Arbeitswelt zu ermöglichen, werden die beruflichen Förder- und Eingliederungsprogramme der Arbeitsämter und Bildungsträger für ehemalige Strafgefangene genutzt. In der JVA Gelsenkirchen steht ein Mitarbeiter der „MABiS“ (Marktorientierte Ausbildungs- und Beschäftigungsintegration für Strafentlassene) zur Verfügung. MABiS kooperiert mit Ämtern, Bildungsträgern und Arbeitgebern und vermittelt hier Ausbildungs- und Arbeitsplätze im Anschluss an die Haft.